# Hyllus lwoffi
Hyllus lwoffi är en spindelart som beskrevs av Berland, Millot 1941. Hyllus lwoffi ingår i släktet Hyllus och familjen hoppspindlar. Inga underarter finns listade i Catalogue of Life.